# Cmentarz ewangelicko-augsburski w Grodztwie
Cmentarz ewangelicko-augsburski w Grodztwie – cmentarz protestancki z przełomu XIX i XX wieku, położony na skraju wsi Rakutowo (administracyjnie Grodztwo) w gminie Kowal na Kujawach. Ostatni pochówek odbył się w 1966. Zachowało się 26 nagrobków kamiennych. W 2009 Fundacja Ari Ari przeprowadziła na cmentarzu prace porządkowo-konserwatorskie.